# Brooklyn Eagle
Der Brooklyn Eagle, auch The Brooklyn Daily Eagle ursprünglich The Brooklyn Eagle, and Kings County Democrat, war eine Tageszeitung, die von 1841 bis 1955 gedruckt und vertrieben wurde. Sie war zeitweise das beliebteste Nachmittagsblatt der USA (mit der höchsten Tages-Auflage). Walt Whitman war zwei Jahre lang einer ihrer Herausgeber. Andere bekannte Herausgeber waren Thomas Kinsella, St. Clair McKelway, Cleveland Rogers, Frank D. Schroth und Charles Montgomery Skinner. 1955 stellte die Zeitung nach einem langen Streik das Erscheinen ein.